# Týr (groupe)
Pour les articles homonymes, voir Tyr (homonymie).
Týr est un groupe de folk metal féroïen, originaire de Tórshavn. Il est formé en 1998. Du fait que les paroles du groupe sont particulièrement inspirées par les Vikings et mythologie nordique, Týr est également considéré comme un groupe de viking metal.

## Biographie

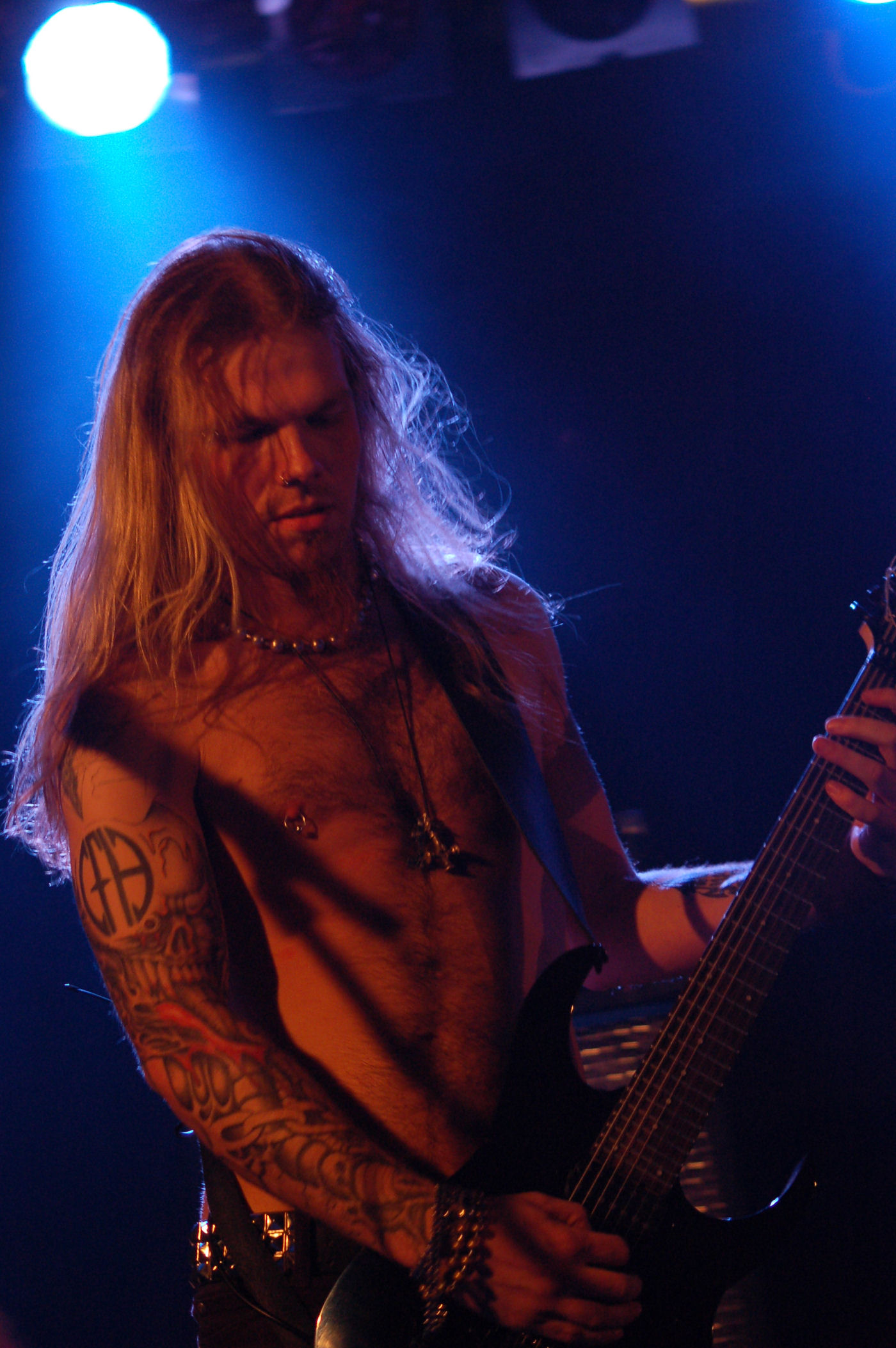
Terji Skibenæs au Metalmania 2007.

Avant de former Týr, Joensen et Thomsen avaient formé leur premier groupe à l’âge de dix-sept ans, Cruiser. Streymoy les accompagna un court moment. Cruiser changea par la suite de nom pour devenir Wolfgang. Le groupe ne réalisa aucun album. Le groupe se forme en janvier 1998. Heri Joensen rencontra Kári Streymoy lors d’une soirée à Copenhague, au Danemark. Joensen proposa à Kári Streymoy de monter un groupe. Ils sont rapidement rejoints par Gunnar H. Thomsen (bassiste). Le nom du groupe vient de Týr, un dieu de la mythologie nordique. Ils commencent alors à faire de la musique très fortement inspirée par la mythologie nordique, par la musique traditionnelle des Iles Féroé et bien sûr, par le heavy metal en général.
La formation du groupe reste le même jusqu'en 2013. Le 12 mai 2013, le groupe a en effet annoncé sur son site officiel qu'il se séparait de son batteur, Kári Streymoy. Celui-ci avait en effet des difficultés à jouer depuis une blessure du dos en 2008. Le 15 mai 2013, George Kollias est annoncé comme batteur temporaire pour le septième album du groupe, Valkyrja, qui sortira en septembre 2013. Amon Djurhuus se joint temporairement au groupe pour assurer la batterie pendant la tournée de fin d'année. Ils prennent part à la tournée européenne Blodsvept over Europe entre le 6 septembre et le 14 octobre 2013 avec le groupe finlandais Finntroll et le groupe islandais Skálmöld. En 2014, le groupe accueille un nouveau batteur, Amon Djurhuus, qui quitte le groupe en 2016.

## Style musical
Le style du groupe est depuis ses débuts considéré comme du folk metal, mais selon Joensen, « la mission musicale de Týr est de casser les murs existants entre les différents genres de metal nées au fil des ans : power, doom, black, progressif, gothique, viking, ethnic et epic metal. Les murs et les étiquettes ne font que porter préjudice. »

## Membres

### Membres actuels
- Heri Joensen - chant, guitare (depuis 1998)
- Attila Vörös - Guitare (depuis 2018)
- Gunnar H. Thomsen - basse (depuis 1998)
- Tadeusz Rieckmann - Batterie (depuis 2016)

### Anciens membres
- Terji Skibenæs - guitare (2001-2018)
- Jón Joensen – chant, guitare (1998-2000)
- Pól Arni Holm – chant solo (1998-2002)
- Allan Streymoy – chant solo (2002)
- Ottó P. Arnarson – guitare (2004)
- Kári Streymoy – batterie (1998-2013)[6]
- Amon Djurhuus – batterie (2014–2016)
- Artchaos - batterie (2013 hellfest - live session)

## Discographie

### Compilations
- 2002 : Tutl 25 ár – Live 2002 (contribution à Sand in the Wind)
- 2006 : The Realm of Napalm Records (CD/DVD) (sur le DVD, Regin Smiður et Hail to the Hammer) (sur le CD, morceau n° 13 Regin Smiður)
- 2009 : Black Sails Over Europe (album split avec Alestorm et Heidevolk)

## Vidéographie

### Clips
- 2002 : Hail to the Hammer, tiré de How Far To Asgaard
- 2002 : Ormurin Langi, tiré de How Far To Asgaard
- 2003 : Regin Smiður, tiré de Eric The Red
- 2008 : Sinklars Vísa, tiré de Land
- 2009 : Hold the Heathen Hammer High, tiré de By the Light of the Northern Star
- 2011 : Flames of the Free, tiré de The Lay of Thrym
- 2013 : The Lay of our Love, tiré de Valkyrja
- 2019 : Sunset Shore, tiré de Hel
- 2019 : Ragnars Kvæði, tiré de Hel
- 2024 : Axes, tiré de Battle Ballads
- 2024 : Hammered, tiré de Battle
- 2024 : Dragons Never Die, tiré de Battle

### Clips lyriques
- 2019 : Fire and Flame, tiré de l'album Hel